# Невена Борисова
Невена Борисова е съвременна българска поетеса.

## Биография
Родена е през 1987 г. във Велико Търново. Учи в Езикова гимназия „Проф. д-р Асен Златаров“ в родния си град. Завършва журналистика в Софийски университет „Св. Климент Охридски“, след което - магистратури „Кино, литература и визуална култура“ и „Бизнес администрация - Развитие на човешките ресурси“.
Стихосбирката ѝ „Бавни портрети“ (2008) печели Националния конкурс за дебютна литература „Южна пролет“ 2009 и Националния поетичен конкурс „Млади гласове“ в Каварна. През 2016 г. издава втората си стихосбирка „Времетраене“.